# Enoch (Utah)
Enoch es una ciudad del condado de Iron, estado de Utah, Estados Unidos. Según el censo de 2000 la población era de 3.467 habitantes.

## Geografía
Enoch se encuentra en las coordenadas 37°45′32″N 113°2′23″O / 37.75889, -113.03972.
Según la oficina del censo de Estados Unidos, la ciudad tiene una superficie total de 8,6 km². No tiene superficie cubierta de agua.

## Demografía
Según el censo de 2000, había 3.467 habitantes, 958 casas y 858 familias residían en la ciudad. La densidad de población era 404,4 habitantes/km². Había 1.029 unidades de alojamiento con una densidad media de 120,0 unidades/km².
La distribución racial de la ciudad era 94,78% blanco, 0,17% afroamericano, 2,45% indio americano, 0,26% asiático, 0,40% de las islas del Pacífico, 1,07% de otras razas y 0,87% de dos o más razas. Los hispanos o latinos de cualquier raza eran el 2,54% de la población.
Había 958 casas, de las cuales el 59,0% tenía niños menores de 18 años, el 79,6% eran matrimonios, el 7,8% tenía un cabeza de familia femenino sin marido, y el 10,4% no eran familia. El 8,8% de todas las casas tenían un único residente y el 2,1% tenía sólo residentes mayores de 65 años. El promedio de habitantes por hogar era de 3,62 y el tamaño medio de familia era de 3,86.
El 41,2% de los residentes era menor de 18 años, el 11,3% tenía edades entre los 18 y 24 años, el 28,2% entre los 25 y 44, el 15,4% entre los 45 y 64, y el 3,9% tenía 65 años o más. La media de edad era 24 años. Por cada 100 mujeres había 97,2 hombres. Por cada 100 mujeres de 18 años o más, había 95.4 hombres.
El ingreso medio por casa en la ciudad era de 37.368$, y el ingreso medio para una familia era de 38.085$. Los hombres tenían un ingreso medio de 30.215$ contra 19.688$ de las mujeres. Los ingresos per cápita para la ciudad eran de 11.424$. Aproximadamente el 7,2% de las familias y el 8,9% de la población estaban por debajo del nivel de pobreza, incluyendo el 12,1% de menores de 18 años y el 10,0% de mayores de 65.
- Datos: Q483252
- Multimedia: Enoch, Utah / Q483252

1. ↑  Zip Data Maps, código ZIP n.º 84721.